# Adrianna Laskowska
Adrianna Laskowska (z d. Szóstak, ur. 2 marca 1996) – polska lekkoatletka specjalizująca się w trójskoku.

## Kariera sportowa
Mistrzyni Polski w trójskoku z 2019 i 2022 oraz w skoku w dal i trójskoku z 2021, wicemistrzyni w trójskoku z 2017 i 2020 oraz brązowa medalistka z 2018.
Złota medalistka halowych mistrzostw Polski w trójskoku w 2019, 2020, 2021 oraz srebrna medalistka w tej konkurencji w 2018 oraz dwukrotna medalistka w skoku w dal: srebro w 2020 i brąz w 2021. Medalistka młodzieżowych mistrzostw Polski: złota (2016 i 2018) i srebrna (2017) w trójskoku oraz srebrna w skoku w dal w 2016 i 2018.

## Rekordy życiowe
- trójskok (stadion) – 14,12 m (21 maja 2023, Poznań)
- trójskok (hala) – 13,76 m (18 lutego 2023, Toruń; 3 marca 2023, Stambuł) 7. miejsce w polskich tabelach historycznych
- skok w dal (stadion) – 6,39 m (26 czerwca 2021, Poznań)
- skok w dal (hala) – 6,26 m (19 lutego 2023, Toruń)[1]